# Trichonta merita
Trichonta merita är en tvåvingeart som beskrevs av Gagne 1981. Trichonta merita ingår i släktet Trichonta och familjen svampmyggor. Inga underarter finns listade i Catalogue of Life.